# Nueva Zelanda en los Juegos Olímpicos de Río de Janeiro 2016
Nueva Zelanda estuvo representada en los Juegos Olímpicos de Río de Janeiro 2016 por un total de 199 deportistas que compitieron en 20 deportes. Responsable del equipo olímpico es el Comité Olímpico de Nueva Zelanda, así como las federaciones deportivas nacionales de cada deporte con participación.
El portador de la bandera en la ceremonia de apertura fue el regatista Peter Burling.

## Medallistas
El equipo olímpico de Nueva Zelanda obtuvo las siguientes medallas:
| Nombre                                    | Deporte               | Competición              |
| ----------------------------------------- | --------------------- | ------------------------ |
| Oro                                       |                       |                          |
| Lisa Carrington                           | Piragüismo            | K1 200 m F               |
| Eric Murray Hamish Bond                   | Remo                  | Dos sin timonel (M2-) M  |
| Mahé Drysdale                             | Remo                  | Scull individual (M1X) M |
| Peter Burling Blair Tuke                  | Vela                  | 49er M                   |
| Plata                                     |                       |                          |
| Valerie Adams                             | Atletismo             | Peso F                   |
| Ethan Mitchell Sam Webster Edward Dawkins | Ciclismo en pista     | Velocidad por eqs. M     |
| Lydia Ko                                  | Golf                  | Torneo F                 |
| Luuka Jones                               | Piragüismo en eslalon | K1 F                     |
| Genevieve Behrent Rebecca Scown           | Remo                  | Dos sin timonel (W2-) F  |
| Equipo                                    | Rugby 7               | Torneo F                 |
| Natalie Rooney                            | Tiro                  | Foso F                   |
| Jo Aleh Olivia Powrie                     | Vela                  | 470 F                    |
| Alexandra Maloney Molly Meech             | Vela                  | 49er FX F                |
| Bronce                                    |                       |                          |
| Tomas Walsh                               | Atletismo             | Peso M                   |
| Eliza McCartney                           | Atletismo             | Salto con pértiga F      |
| Nicholas Willis                           | Atletismo             | 1500 m M                 |
| Lisa Carrington                           | Piragüismo            | K1 500 m F               |
| Sam Meech                                 | Vela                  | Laser M                  |